# Skiffle
El skiffle es un tipo de música originada por trabajadores pobres negros en Estados Unidos en la década de 1920, basada en armonías sencillas y ejecutada con instrumentos acústicos, baratos y caseros, que permite un amplio acceso para músicos de las clases populares sin entrenamiento musical ni recursos suficientes para acceder a instrumentos y equipos sofisticados. Originalmente desarrolló una variedad indefinida de estilos, en los que predominaban el folk, el jazz y el blues. 
El skiffle estalló como género autónomo en Gran Bretaña en la década de 1950, donde se desarrolló como una corriente popular de gran masividad, relacionada con las privaciones de la posguerra y emparentada con el naciente rock and roll, que expresó a los adolescentes como grupo social recién aparecido y fue definido como "un rock and roll sin electricidad". Entre los años 1956 y 1958 aparecieron decenas de miles de bandas de skiffle integradas por adolescentes en un fenómeno social que desbordó lo musical, conocido como la "locura del skiffle" (skiffle craze). Famosas bandas y músicos británicos, como The Beatles (originada en la banda skiffle The Quarry Men), The Rolling Stones, Bee Gees y Jimmy Page de Led Zeppelin se iniciaron como intérpretes de skiffle.
El skiffle suele utilizar instrumentos baratos de fácil acceso popular, introduciendo masivamente la guitarra acústica en la música pop británica, e instrumentos improvisados o caseros como tablas de lavar y dedales, bajos de cofre de té (tea-chest bass), pogo cellos, ugly sticks, peines, kazoos, folios, palos de escoba, papeles, entre muchos otros elementos.

## Historia

### Origen afroestadounidense
"Skiffle", "jug bands", "spasm bands" y "rent parties", son términos acuñados en Estados Unidos para referirse a fenómenos musicales emparentados. Desde los orígenes de la música negra estadounidense, la pobreza de sus intérpretes llevó a que utilizaran instrumentos caseros, como jarras (jugs), tablas de lavar, dedales, ollas, peines, escobas, etc. Conocidas como jug bands (bandas de jarras), las más antiguas aparecieron en Louisville (Kentucky), en 1900. Las jug bands proliferaron en los barcos de vapor que recorrían los ríos Ohio y Misisipi y alcanzaron gran popularidad en Memphis.
En el marco de la Gran Migración Negra de 1910-1930, durante la cual más de 250 000 personas afroamericanas migraron del sur hacia el norte, apareció el fenómeno de las "fiestas para la renta" (rent parties), que consistían en que una familia afroamericana organizaba una fiesta en su casa con una banda, habitualmente una jug band, con el fin de recaudar dinero para pagar la renta de la casa. La palabra skiffle apareció entonces como sinónimo de "fiestas para la renta" (rent parties) y por transición con el tipo de música "casera" que se interpretaba en las mismas, fusionando jazz, blues y folk, aunque el término nunca adquirió estabilidad, ni fue utilizado en Estados Unidos para denominar un género específico, como sí sería utilizado en Gran Bretaña en la década de 1950. El músico e investigador Billy Bragg dice al respecto:

Sobre todo, el skiffle fue británico. La música se originó en América, pero devino algo diferente en Gran Bretaña, donde el blues y el jazz tradicional vinieron juntos. Asimismo, skiffle fue una palabra americana —slang negro para "rent party" (fiestas para la renta)—, pero como término para un tipo de música, no significa nada en los Estados Unidos.
Billy Bragg

En la contratapa del disco The Lonnie Donegan Skiffle Group lanzado por Decca en 1954 con el registro DFE 6345, se explica que:

Aunque el tipo de música skiffle fue tocada a todo lo largo de Estados Unidos, notablemente en Chicago, es dudoso si la palabra "skiffle" alguna vez ha sido usada para denotar la clase de música que nosotros ahora referimos con el término. Tener una sesión de skiffle meramente significaba una reunión casual de músicos de jazz para tocar cualquier tipo de música que ellos tuvieran deseo de tocar; el término era demasiado vago para estar conectado realmente con algún estilo específico.

La primera vez que se usó la palabra "skiffle"en grabaciones, fue en 1925 por Jimmy O'Bryant and his Chicago Skifflers. Otra banda que utilizó el término fue Dan Burley and His Skiffle Boys, a fines de la década de 1940. Finalmente, el skiffle estadounidense se diluyó en la década de 1940.

### La"locura del skiffle"británico

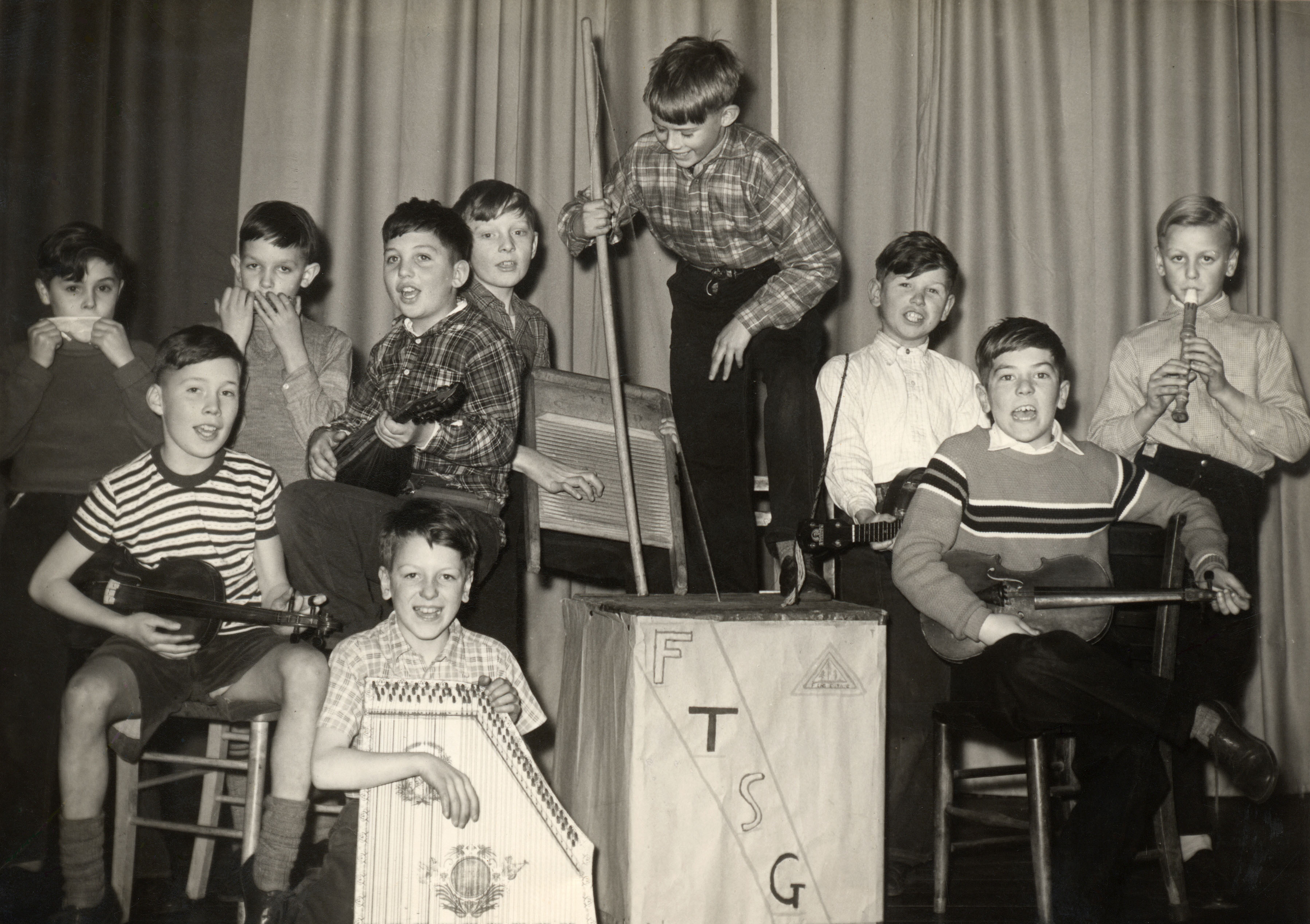
Banda británica de skiffle integrada por niños en 1957.

El skiffle estalló como género autónomo en Gran Bretaña en la segunda mitad de la década de 1950, donde se desarrolló como una corriente popular de gran masividad entre los menores de 18 años, relacionada con las privaciones de la posguerra y emparentada con el naciente rock and roll, siendo definido como "un rock and roll sin electricidad". En su momento de máximo auge, en 1957, existían 50.0 de skiffle en Gran Bretaña. El fenómeno social excedió lo musical y es conocido como la "locura del skiffle" (skiffle craze)00 bandas.
El movimiento skiffle en Gran Bretaña expresó también el surgimiento de los adolescentes como grupo social con características propias. Antes de esa época los jóvenes ingresaban directamente en la adultez, al finalizar la infancia. Pero la prolongación de la educación obligatoria hasta los 15 años, la supresión del servicio militar obligatorio y la finalización del racionamiento establecido por la economía de guerra en 1954, abrieron una nueva etapa entre la infancia y la adultez, la adolescencia, que encontró su expresión en el skiffle. Se trata de una generación de adolescentes de clase obrera, nacidos durante la guerra, que había padecido una niñez afectada por la muerte, la destrucción y el racionamiento, que ni siquiera pudo probar caramelos, tortas o helados hasta 1954.
Billy Braggs, quien ha estudiado el fenómeno del skiffle en Gran Bretaña, relata detalladamente cómo estalló y adquirió ese nombre en la segunda mitad de la década de 1950. El proceso comenzó con la obsesión del músico Ken Colyer por el jazz tradicional negro de Nueva Orleans, razón por la cual viajó a esa ciudad en 1952 y tocó en la banda de George Lewis. Debido a que se trataba de una época en la que el racismo adoptaba formas extremas bajo las Leyes Jim Crow, Colyer fue encarcelado en 1953 y luego deportado. Al volver a Londres se formó la banda Ken Colyer's Jazzmen, integrada también, entre otros músicos, por Chris Barber y Lonnie Donegan, en banjo. Pero la banda de Colyer tenía la peculiaridad de dedicar una parte de sus actuaciones para interpretar canciones tradicionales de jug bands estadounidenses, especialmente de Lead Belly. Para esas interpretaciones la banda cambiaba estructuralmente, dejando de lado los instrumentos de viento, Donegan tomada la primera voz, y aparecían la guitarra y la tabla de lavar como instrumento de percusión. En esas condiciones un productor de la BBC les preguntó cómo se llamaba esa banda y ellos le contestaron que se trataba del Ken Colyer Skiffle Group. Esa fue la primera vez que ese género musical recibió el nombre de skiffle. Según Braggs, los músicos no denominaron como "blues" a la música que hacían, porque en aquel momento el "blues" era considerada una música interpretada por viejos afroamericanos. Para evitar el prejuicio y quedar habilitados para tocarla en Gran Bretaña, Colyer y sus músicos decidieron denominarla skiffle, para evidenciar sus raíces afroamericanas. Brass, explica que también pudieron haber utilizado otra expresión como "jug bands", o "spasms bands".
De inmediato un conflicto interno de la banda, produjo el alejamiento de Ken Colyer, quedando el grupo liderado por Chris Barber con el nombre de Chris Barber's Jazz Band. Con esta formación, en 1954 Barber lanzó un álbum editado por el sello Decca, titulado New Orleans Joys (juego de palabras con New Orleans Jazz), que incluyó varias canciones de jazz tradicional y dos canciones de skiffle, acreditadas a The Lonnie Donegan Skiffle Group, con Donegan en guitarra y voz, Barber en contrabajo y Beryl Bryden en tabla de lavar. Las dos canciones fueron «John Henry» y «Rock Island Line». El álbum se vendió razonablemente y la banda se consolidó, pero el skiffle aún no despertaba mayor atención por parte del público.
Hacia fines de 1955, sin ninguna razón en particular, el sello Decca decidió volver a lanzar la grabación de «Rock Island Line», una tradicional canción folklórica estadounidense de los años 1930, esta vez en formato de simple. El disco se convirtió en uno de los éxitos más importantes de la música pop británica y desataría la fiebre del skiffle en las islas británicas. Braggs sostiene que Donegan, con su éxito, envió un mensaje revolucionario a la juventud británica: "a) no es necesario que seas músico para hacer música; b) no es necesario que seas estadounidense para cantar canciones estadounidenses".
«Rock Island Line» fue un éxito mayor. Se mantuvo ocho meses en el Top 20, alcanzando el 6.º lugar en el Reino Unido y el 8.º en Estados Unidos. Además de Donegan, algunos otros artistas alcanzaron el éxito durante la "locura del skiffle", como el grupo de Chas McDevitt («Freight Train»), Johnny Duncan y los Bluegrass Boys, y The Vipers. Pero el mayor impacto del skiffle se produjo entre los músicos no profesionales adolescentes de clase trabajadora. El punto más alto de la locura del skiffle fue la transmisión por el canal de televisión de la BBC del programa Six-Five Special de 1957. Fue el primer programa británico dedicado a la música joven, usando una canción skiffle como cortina, además de difundir gran cantidad de grupos del género.
Donegan se separó de Barber y obtuvo nuevos éxitos como «Cumberland Gap» (1957), «Does Your Chewing Gum Lose Its Flavour» (1958) y «My Old Man's a Dustman» (1960). Pero casi simultáneamente se inició y creció el rock and roll británico, con el surgimiento de figuras como Tommy Steele, Marty Wilde y Cliff Richard y The Shadows, todos ellos provenientes del skiffle. Donegan fue el único artista de skiffle en impactar en los rankings comerciales, pero comenzó a verse fuera de moda. Para 1958 la locura del skiffle ya había pasado, obrando como puente crucial para movimientos musicales como el llamado segundo renacimiento del folk, el boom del blues y la Invasión Británica. Donegan continuó como músico de skiffle hasta su muerte en 2002.
En 1970 la canción skiffle «In the Summertime» interpretada por la banda británica Mungo Jerry alcanzó el tope de las listas en varios países. Bragg ha señalado también que el skiffle fue un movimiento similar al punk.

### Características
El skiffle incorporó masivamente la guitarra a la cultura musical británica, como una moda general entre los varones adolescentes, que fue más allá de la música en sí misma. Hasta entonces, la guitarra en Gran Bretaña, era patrimonio casi exclusivo de los músicos calypsonianos, pertenecientes a la primera corriente migratoria proveniente de las colonias británicas en el Caribe, identificados con el calypso. En los tres años posteriores al estallido del skiffle, la venta anual de guitarras en Gran Bretaña pasó de 5.000 a 250.000. La incorporación de la guitarra a la música británica fue una ruptura completa con el pasado, en la que prácticamente ningún músico sabía tocar guitarra y resultaba extraña al oído de las generaciones anteriores.
Las guitarras fueron acompañadas por instrumentos caseros, como tablas de lavar tocadas con dedales y "tea chest bass" (contrabajos de cajas de té), fabricados con cajas de hojas té, habituales por entonces en las familias británicas, con un palo y un hilo. Ambos instrumentos pueden verse en la foto de la banda infantil de skiffle que encabeza esta sección.
Las adolescentes británicas también desempeñaron un papel decisivo en el boom del skiffle. Muchas de ellas integraron o formaron bandas de skiffle, pero principalmente se trató de un grupo social que construyó su propio espacio de sociabilidad con otras mujeres y varones, fuera de los salones de té para mujeres y los pubs para hombres. Esa generación de adolescentes impulsó a instalación de cafés con máquinas para hacer café expreso (capuccino bars), que se generalizaron por todo el país en esa década y se convirtieron en un imán para los jóvenes guitarristas de skiffle, como el 2i's Coffee Bar del Soho en Londres y The Casbah Coffee Club en Liverpool.
Adolescentes que serían futuros músicos de rock and roll, como George Harrison y Paul McCartney, decidieron tocar guitarra cuando vieron a Lonnie Donegan en Liverpool en 1956.
Famosas bandas y músicos británicos, como Los Beatles (originados en la banda skiffle The Quarry Men), Los Rolling Stones, David Bowie, Van Morrison, Roger Daltrey de The Who y Jimmy Page de Led Zeppelin, se iniciaron como intérpretes de skiffle. Otro grupo conocido en el Reino Unido fue The Gin Mill Skiffle Group. Mick Jagger fue miembro de The Barber-Coyler Skyffle Band, pero asegura que realmente no le gusta el skiffle. Otros músicos provenientes del skiffle fueron Alexis Korner, Ronnie Wood, Alex Harvey, Martin Carthy, John Renbourn, Ashley Hutchings, Ritchie Blackmore, Robin Trower, David Gilmour, Graham Nash, Allan Clarke de The Hollies y los Bee Gees.